# Heteromeringia nanella
Heteromeringia nanella är en tvåvingeart som beskrevs av Lonsdale och Marshall 2007. Heteromeringia nanella ingår i släktet Heteromeringia och familjen träflugor. Inga underarter finns listade i Catalogue of Life.